# Болек и Лолек
Болек и Лолек (пољ. Bolek i Lolek) су два дечака, јунака истоименог пољског цртаног филма. Болек и Лолек су деминутиви имена Болеслав и Карол. 
Болек има црну косу, носи жуту мајцу и висок је, док Лолек носи белу мајцу, има ретку разбарушену косу, нижи је и округласт. 
Као инспирација за ликове су послужили синови аутора Владислава Нехребецког. Уз њега, на филмовима су радили Алфред Ледвиг и Лешек Мех. Овај цртани филм се први пут појавио 1964. 
У наредне 22 године, укупно је направљено око 150 кратких епизода и два дугометражна филма. Лолек и Болек су проговорили у филмовима из 1980-их, док су пре тога били неми. Филмови су израђивани у Студију анимираних филмова у Бјелско Бјали. 
Ово је најпопуларнији пољски цртани филм свих времена, приказиван у многим земљама (на пример у Ирану.), а нарочито у источној Европи. 
У страним земљама, овај филм се појављивао пд различитим именима:
- Француска — Болеслав и Карол (Bolesław et Karol)
- Енглеска — Џим и Џам, Бени и Лени (Jym & Jam, Bennie and Lennie)

У пољским градовима: Олшћин, Зјелона Гора, Квиджин и Остров Великопољски, постоји улица са именом ових јунака.Oni su u čudesnim događajima

## Филмови
Болек и Лолек (13 епизода) — 1963—1964.

Болек и Лолек на летовању (13 епизода) — 1965—1966.

Болек и Лолек путују око света (18 епизода) — 1968—1970.

Приче о Болеку и Лолеку (13 епизода) — 1970—1971.

Болек и Лолек на Далеком западу (5 епизода) — 1972.

Авантуре Болека и Лолека (63 епизоде) — 1972—1980.

Забава Болека и Лолека (7 епизода) — 1975—1976.

Велико путовање Болека и Лолека (15 епизода и ТВ филм) — 1978. 

Болек и Лолек међу рударима (7 епизода) — 1980. 

Олимпијада Болека и Лолека (63 епизоде) — 1983—1984.

Болек и Лолек у Европи (5 епизода) — 1983—1986.